# Michał Żołnowski
Michał Żołnowski, né en 1975, est un astronome amateur polonais, médecin de profession.
Le Centre des planètes mineures le crédite de la découverte de huit astéroïdes, effectuées en 2012 et 2013 avec la collaboration de Michał Kusiak.
Il a entre autres découvert la supernova 2017A.
L'astéroïde (384815) Żołnowski lui a été dédié.
| (392728) Zdzisławłączny  | 21 août 2012      |
| (445917) Ola             | 5 décembre 2012   |
| (486170) Zolnowska       | 10 décembre 2012  |
| (486239) Zosiakaczmarek  | 13 décembre 2012  |
| (495181) Rogerwaters     | 15 août 2012      |
| (495253) Hanszimmer      | 30 juillet 2013   |
| (495287) Harari          | 11 septembre 2013 |
| (495759) Jandesselberger | 10 février 2013   |